# 소네정 (효고현)
소네정(曽根町)은 효고현 인나미군에 있던 정이다. 

## 참고문헌
- 織田正誠編『貴族院多額納税者名鑑』太洋堂出版部、1926年。
- 『市町村名変遷辞典』東京堂出版、1990年。